# Ignacio Quirós
Ignacio Quirós cuyo nombre real era José Ignacio Francisco Javier Rodriguez Meléndez fue un actor argentino de cine que nació el 4 de junio de 1931 en la ciudad de  Vigo, provincia de Pontevedra, Galicia, España y falleció de cáncer en la ciudad de Buenos Aires el 12 de diciembre de 1999, país donde residía desde los seis años y donde había desarrollado toda su carrera actoral.

## Primeros años
El futuro actor, apelado Nacho, fue traído a Buenos Aires en 1937 por su padre, Jesús Rodríguez Quirós, un ingeniero que quería alejarse de los fragores de la guerra civil española. Hizo sus estudios primarios y secundarios y se inscribió en la Facultad de Medicina, pero en el curso de su  segundo año allí, a instancias de Enrique Borrás, uno de los más importantes dramaturgos de aquella época, se vinculó con un elenco que ofrecía representaciones en la Facultad de Arquitectura, donde comenzó a actuar en papeles secundarios. Posteriormente integró el elenco del Instituto de Arte Moderno -dirigido por Marcelo Lavalle-, donde puso de manifiesto sus dotes para el drama.
Era un intérprete sensible y apasionado que sabía dar el tono justo a cada personaje y así se le vio en Esquina peligrosa, de Priestley; Verano y Humo, de Tennessee Williams;  Las Brujas de Salem , de Arthur Miller; El Hombre de Mundo, de Ventura de la Vega, y, sobre todo, en Calígula, de Albert Camus.

## Su relación con el teatro profesional
Su carrera tomó nuevo impulso en 1955 al ser contratado para representar en el Teatro Presidente Alvear el papel central de la obra Y la respuesta fue dada, de Malena Sandor. A ella le siguieron sus actuaciones en Keen, Las Picardías de Scapin, representada en el teatro al aire libre de Caminito; Ondina, El Límite, El Living-Room y Dos en el sube y baja, pieza esta última cuyo éxito tuvo especial significación en su carrera. 
En 1966 fue uno de los actores convocados para participar en la Comedia Nacional y trabajó en El jardín de los cerezos de Antón Chejov en una puesta de Jorge Petraglia que obtuvo críticas muy favorables.
En 1968 se incorporó a la compañía de Manuel De Sabattini y participó en la obra La Decente de Miguel Mihura junto a María Concepción César y Olinda Bozán.
La versatilidad de Quirós se continuó evidenciando en las obras en las que continuó participando: Cristóbal Colón, de Niko Kazantzakis; Marat-Sade, de Peter Weiss; Pepsie, en la que además cantó y bailó; El Extraño Clan, de Mart Crowey y, en 1985,  Tu cuna fue un conventillo, el sainete de Alberto Vacarezza.

## Televisión
Ya en 1960 Quirós trabajó en un teleteatro vespertino junto a María Aurelia Bisutti. En 1972 actuó en el ciclo Historias inquietantes con libros de Osvaldo Dragún juntó a Irma Roy y un elenco rotativo por Canal 9. En 1976 participó en la adaptación de Extraño interludio de Eugene O'Neill trasmitido en nueve capítulos por canal 13. En 1978 Quirós reemplazó a José Slavin, fallecido a fin del año anterior, en la serie División Homicidios  en el papel del Inspector Baigorri.
Otro programa en el que se recuerda su participación fue el teleteatro Malevo.

## Su trabajo en el cine
Dueño de una gran fotogenia que sumó a su ya firme trayectoria teatral, hizo su debut cinematográfico en 1957 en el filme Cinco gallinas y el cielo, de Rubén Cavallotti. Luego vinieron El Jefe, dirigida por Fernando Ayala, y En la ardiente oscuridad, de Daniel Tinayre. Más adelante, otros trabajos entre los que cabe citar su participación en  La Patota , Los Guerrilleros, Nadie oyó gritar a Cecilio Fuentes, Bajo el signo de la Patria en la cual dirigido por René Mugica,  personificó a Manuel Belgrano; Comedia Rota y Contragolpe hasta completar casi treinta películas. 
En radio participó en Las Dos Carátulas, un programa que transmite semanalmente una obra completa de teatro. En 1988, cuando actuaba en Mar del Plata en la obra Cosquillas, debió ser internado por problemas cardiovasculares. 
A fines de 1999, aquejado por un cáncer fulminante, fue llevado al Hospital Alemán, donde falleció el 12 de diciembre de 1999. Sus restos recibieron sepultura  en el panteón de la Asociación Argentina de Actores, en el cementerio de la Chacarita.

## Valoración
En la nota necrológica del diario ‘’La Nación’’ se destacó que 

” los gestos medidos, la voz perfectamente modulada y la fluidez para componer los más disímiles personajes hicieron de Ignacio Quirós … un actor de indiscutida popularidad en distintos géneros.

## Filmografía
- Doña Bárbara (1998) .... Oswaldo Briceño
- Siempre es difícil volver a casa (1992) .... Aguirre
- Tómame (1992)
- Sonrisas de New Jersey (1989) .... The 'Boss'
- Atracción peculiar (1988) … Luis María "Tota" / "Porota"
- El prontuario de un argentino (1987)
- Los taxistas del humor (1987) (episodio El bebé olvidado)
- Las colegialas (1986)
- El hombre del subsuelo (1981) .... McKinley
- La pulga en la oreja (1981)
- Seis pasajes al infierno (1981)
- Este loco amor loco (1979) .... Manolo
- Contragolpe (1979) …Inspector Funes
- Comedia rota (1978)
- Los médicos (1978)
- Allá donde muere el viento (1976)
- Difunta Correa (1975)
- Seguro de castidad (1974)
- El sexo y el amor (1974)
- La gran aventura (1974) … Hugo Ferrara
- Vení conmigo (1973)
- La malavida (1973) … Juez Retamar
- Bajo el signo de la patria (1971) .... General Manuel Belgrano
- Joven, viuda y estanciera (1970)
- Digan lo que digan (1968) .... Miguel
- Asalto a la ciudad (1968) .... Julián
- En la selva no hay estrellas (1967) .... Hombre
- Los guerrilleros (1965) … Bruno
- Nadie oyó gritar a Cecilio Fuentes (1965) … Hernán
- María M.  (1964)
- Canuto Cañete y los 40 ladrones (1964) … Loco 2
- El despertar del sexo (1963)
- Una excursión a los indios ranqueles (1963)
- El último piso (1962)
- Rumbos malditos (1962)
- La novia (1961)
- La patota (1960) … Alberto Castro
- He nacido en Buenos Aires (1959)
- El jefe (1958) … Ruiz mayor
- En la ardiente oscuridad (1958)
- Cinco gallinas y el cielo (1957)

## Televisión
- Como Pan Caliente (1996)
- Poliladron (1995) (serie)
- Cosecharás tu siembra (1991) (telenovela)
- Las comedias de Darío Vittori (1989), en el ep. Mi querida senadora.
- Hombres de ley (1989)
- Grecia (1987) (telenovela)
- Venganza de mujer (1986) (telenovela)
- El Infiel (1985) (telenovela)[4]
- Un callejón en las nubes (1982) (telenovela) .... Enrique
- Bianca (1980) (telenovela)
- Señorita Andrea (1980) (telenovela)
- División Homicidios (1977-1978) Series de TV .... Inspector Baigorri
- Los Físicos (1972) (TV)
- Malevo (1972) Series de TV .... Dr. Ignacio Quiroga
- ¡Robot!  (1970) TV miniseries .... General Lawton
- Un pacto con los brujos (1969) (TV) .... Peter
- Show Standard Electric (1965) TV miniseries
- El día nació viejo (1964) (TV)
- El Sátiro (1963) TV miniseries

## Teatro
- 1970:Esta noche no querida (Teatro Ateneo)